# Sakina
Sakina  è un nome proprio di persona arabo e urdu femminile.

## Varianti in altre lingue
- Azero: Səkinə[1]
- Olandese: Soukaina[3], Soukaïna[3]
- Persiano: سکینه (Sakineh)[1]
- Turco: Sakine[1]

## Origine e diffusione
Il nome è scritto سكينة in alfabeto arabo e سکینہ in alfabeto urdu; esso riprende l'omonimo termine arabo che vuol dire "calma", "pace", "tranquillità", e ha quindi significato analogo ai nomi Pace, Serenity, Shanti e Salomè. 
Nell'Islam il termine indica propriamente la "pace di Dio": il termine è presente nel Corano, dove la Sakina è lo spirito della pace che discende su Maometto e sugli altri fedeli durante la loro marcia sulla Mecca. Il nome si è diffuso, di recente, anche al di fuori dei paesi arabi; ad esempio, nei Paesi Bassi è attestato, nelle forme Soukaina e Soukaïna, dalla fine degli anni 1980.

## Onomastico
Essendo un nome adespota, cioè privo di santa patrona, l'onomastico si può festeggiare il 1º novembre, in occasione di Ognissanti.

## Persone
- Sakina Jaffrey, attrice statunitense
- Sakina Karchaoui, calciatrice francese

### Variante Sakineh
- Sakineh Mohammadi Ashtiani, donna iraniana condannata per omicidio